# Karl-Barth-Preis
Der Karl-Barth-Preis, der von der Union Evangelischer Kirchen (UEK) alle zwei Jahre vergeben wird, erinnert an den Schweizer reformierten Theologen Karl Barth. Der 1986 gestiftete Preis wird für ein herausragendes theologisch-wissenschaftliches Werk aus dem deutschen Sprachraum oder aus der Ökumene verliehen. Gewürdigt wird gegebenenfalls auch ein Gesamtwerk. Die Auszeichnung ist mit 10.000 Euro dotiert.

## Preisträger
- 1986: Eberhard Jüngel
- 1988: Helmut Simon
- 1990: Gottfried Forck

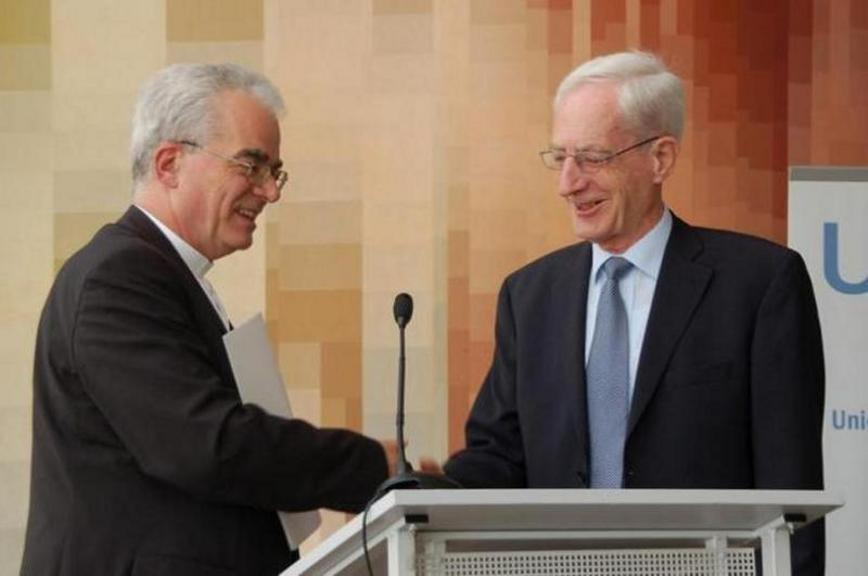
Martin Schindehütte, Leiter des Amtes der UEK, bei der Übergabe der Preisurkunde an den Preisträger 2008, Jürgen Schmude

- 1990: Wolf Krötke, Professor Emeritus, Humboldt-Universität Berlin
- 1992: Hans Küng
- 1994: Karl Lehmann
- 1996: Reinhard Henkys, Journalist
- 1998: Bruce McCormack (USA), Professor für Systematische Theologie am Princeton Theological Seminary, für die Studie Theologische Dialektik und kritischer Realismus. Entstehung und Entwicklung von Karl Barths Theologie 1909–1936
- 2000: John W. de Gruchy (Südafrika), Professor für Systematische Theologie, Universität Kapstadt, für Arbeiten über Dietrich Bonhoeffer
- 2002: Kurt Marti für sein Lebenswerk
- 2004: Johannes Rau für sein Lebenswerk
- 2006: Meehyun Chung (Südkorea und Basel), Theologin, Impulse aus dem Werk Karl Barths für die koreanische Kirche und Gesellschaft
- 2008: Jürgen Schmude
- 2010: George Hunsinger
- 2012: Wolfgang Huber
- 2014: Heinz-Horst Deichmann
- 2016: Michael Welker
- 2018: Bernhard Christ
- 2020: Michael Beintker
- 2022: Katherine Sonderegger
- 2024: Sándor Fazakas[1]

## Jury
Zurzeit (2022) besteht die Jury aus drei Mitgliedern:
- Christian Stäblein, Bischof der Evangelischen Kirche Berlin-Brandenburg-schlesische Oberlausitz.
- Christiane Tietz, Professorin für Systematische Theologie
- Peter Zocher, Leiter des Karl-Barth-Archivs in Basel